# David Rivers
David Lee Rivers (* 20. Januar 1965 in Jersey City) ist ein ehemaliger US-amerikanischer Basketballspieler.

## Laufbahn
Rivers war zwischen 1984 und 1988 Spieler der University of Notre Dame im US-Bundesstaat Indiana. Mit 2058 erzielten Punkten lag er zum Zeitpunkt seines Weggangs auf dem dritten Platz der ewigen Korbjägerliste der Hochschulmannschaft. Beim Draftverfahren der NBA im Jahr 1988 wurde er von den Los Angeles Lakers an 25. und damit letzter Stelle der ersten Runde ausgewählt.
In der Saison 1988/89 bestritt der 1,83 Meter große Aufbauspieler 47 Spiele für die Los Angeles Lakers und erzielte 2,9 Punkte im Schnitt. Bei den Kaliforniern gehörten Magic Johnson und Kareem Abdul-Jabbar zu seinen Mannschaftskameraden, mit denen er NBA-Vizemeister wurde. Im Juni 1989 holte ihn zunächst die damals neue NBA-Mannschaft Minnesota Timberwolves, Anfang November 1989 kam es zur Trennung. Kurz darauf unterschrieb er bei den Los Angeles Clippers, für die er 1988/89 52 Spiele (4,2 Punkte/Einsatz) bestritt. 1990/91 war er Spieler der Mannschaft Tulsa Fast Breakers in der Continental Basketball Association (CBA), ebenfalls in seinem Heimatland. Zuvor war Rivers im September 1990 von den San Antonio Spurs verpflichtet, Mitte Oktober desselben Jahres aber wieder aus dem Kader gestrichen worden.
Im November 1991 holten ihn die Clippers zurück, dort blieb er bis Januar 1992. Er spielte dann für die La Crosse Catbirds in der CBA. 1993 nahm Rivers ein Angebot des französischen Erstligisten Olympique d’Antibes an. 1994 wurde er mit den Südfranzosen Vizemeister und 1995 unter Trainer Jacques Monclar Meister. Im Meisterspieljahr 1994/95 war Rivers mit 22,4 Punkten und 5,5 Vorlagen pro Spiel eine der Führungskräfte Antibes’.
Mit Olympiakos Piräus, für das er von 1995 bis 1997 spielte, gewann er 1997 die Euroleague. Rivers erzielte im Endspiel gegen den FC Barcelona 26 Punkte und wurde als bester Spieler des Finalturniers ausgezeichnet. Sein Trainer in Piräus war Dušan Ivković. 1997/98 spielte er für Teamsystem Bologna in Italien, wurde mit der Mannschaft Vizemeister und Pokalsieger.
Mit Tofas Bursa wurde Rivers 1999 und 2000 türkischer Meister. 2000 kehrte er für eine Saison zu Olympiakos Piräus zurück. Er beendete seine Profilaufbahn 2001, in der Saison 2003/04 kehrte er noch einmal nach Antibes zurück und verstärkte die Mannschaft, die mittlerweile Zweitligist war.
Rivers blieb der Sportart als Veranstalter von Jugendtrainings- und Ferienlagern verbunden.